# Kenneth Joseph Reckford
Kenneth Joseph Reckford (* 26. Mai 1933; † 31. Oktober 2021) war ein US-amerikanischer Altphilologe.

## Leben
Er besuchte die Phillips Exeter Academy und die Harvard University, wo er 1954 seinen AB und 1957 seinen Doktortitel in klassischer Philologie erhielt. Nach drei Jahren als Ausbilder in Harvard wechselte er als Assistent an die Fakultät des Department of Classics am University of North Carolina at Chapel Hill. Er wurde Professor im Jahr 1960 und stieg zum Associate Professor (1964), ordentlichen Professor (1969) und schließlich Kenan Professor of Classics (1994) auf. Nach seiner Pensionierung im Jahr 2003 war er Langford Eminent Scholar an der Florida State University (Frühjahr 2009).

## Schriften (Auswahl)
- Horace. New York 1969, OCLC 56775828.
- Aristophanes’ old and new comedy. Six essays in perspective. Chapel Hill 1987, ISBN 0-8078-1720-1.
- mit Janet Lembke: Euripides: Hecuba. Oxford 1991, ISBN 0-19-506874-2.
- Recognizing Persius. Princeton 2009, ISBN 978-0-691-14141-1.